# Тінсман (Арканзас)
Тінсман (англ. Tinsman) — місто (англ. town) в США, в окрузі Калгун штату Арканзас. Населення — 50 осіб (2020).

## Географія
Тінсман розташований на висоті 54 метри над рівнем моря за координатами 33°37′45″ пн. ш. 92°21′12″ зх. д. / 33.62917° пн. ш. 92.35333° зх. д. (33.629163, -92.353333).  За даними Бюро перепису населення США в 2010 році місто мало площу 1,39 км², уся площа — суходіл.

## Демографія
Згідно з переписом 2010 року, у місті мешкали 54 особи в 30 домогосподарствах у складі 14 родин. Густота населення становила 39 осіб/км².  Було 45 помешкань (32/км²). 
Расовий склад населення:
| - 90,7 % — білих - 7,4 % — чорних або афроамериканців - 1,9 % — корінних американців |

До двох чи більше рас належало 0,0 %. Іспаномовні складали 0,0 % від усіх жителів.
За віковим діапазоном населення розподілялося таким чином: 13,0 % — особи молодші 18 років, 46,3 % — особи у віці 18—64 років, 40,7 % — особи у віці 65 років та старші. Медіана віку мешканця становила 57,3 року. На 100 осіб жіночої статі у місті припадало 107,7 чоловіків;  на 100 жінок у віці від 18 років та старших — 104,3 чоловіків також старших 18 років.
За межею бідності перебувало 27,0 % осіб, у тому числі 0,0 % дітей у віці до 18 років та 0,0 % осіб у віці 65 років та старших.
Цивільне працевлаштоване населення становило 14 особи. Основні галузі зайнятості: сільське господарство, лісництво, риболовля — 35,7 %, транспорт — 21,4 %, освіта, охорона здоров'я та соціальна допомога — 14,3 %, будівництво — 14,3 %.
За даними перепису населення 2000 року в Тінсмані проживало 75 осіб, 20 сімей, налічувалося 31 домашнє господарство і 49 житлових будинків. Середня густота населення становила близько 53,6 осіб на один квадратний кілометр. Расовий склад Тінсмана за даними перепису розподілився таким чином: 93,33 % білих, 6,67 % — чорних або афроамериканців.
З 31 домашніх господарств в 22,6 % — виховували дітей віком до 18 років, 51,6 % представляли собою подружні пари, які спільно проживали, в 12,9 % сімей жінки проживали без чоловіків, 32,3 % не мали сімей. 29,0 % від загального числа сімей на момент перепису жили самостійно, при цьому 22,6 % склали самотні літні люди у віці 65 років та старше. Середній розмір домашнього господарства склав 2,42 особи, а середній розмір родини — 3,00 особи.
Населення містечка за віковим діапазоном за даними перепису 2000 року розподілилося таким чином: 24,0 % — жителі молодше 18 років, 6,7 % — між 18 і 24 роками, 21,3 % — від 25 до 44 років, 18,7 % — від 45 до 64 років і 29,3 % — у віці 65 років та старше. Середній вік мешканця склав 42 роки. На кожні 100 жінок в Тінсмані припадало 70,5 чоловіків, у віці від 18 років та старше — 78,1 чоловіків також старше 18 років.
Середній дохід на одне домашнє господарство в містечкі склав 24 107 доларів США, а середній дохід на одну сім'ю — 24 643 долара. При цьому чоловіки мали середній дохід в 23 750 доларів США на рік проти 23 750 доларів середньорічного доходу у жінок. Дохід на душу населення в містечкі склав 9302 долари на рік. Всі родини Тінсман мали дохід, що перевищує рівень бідності, 32,1 % від усієї чисельності населення перебувало на момент перепису населення за межею бідності, при цьому з них були молодші 18 років і — у віці 65 років та старше.